# Martin Benka
Martin Benka (Egyházhely, 1888. szeptember 21. - Malacka, Szlovákia, 1971. június 28.) szlovák festőművész, illusztrátor. A 20. századi modernista szlovák festészet megalapítójának tekintik.

## Életpályája

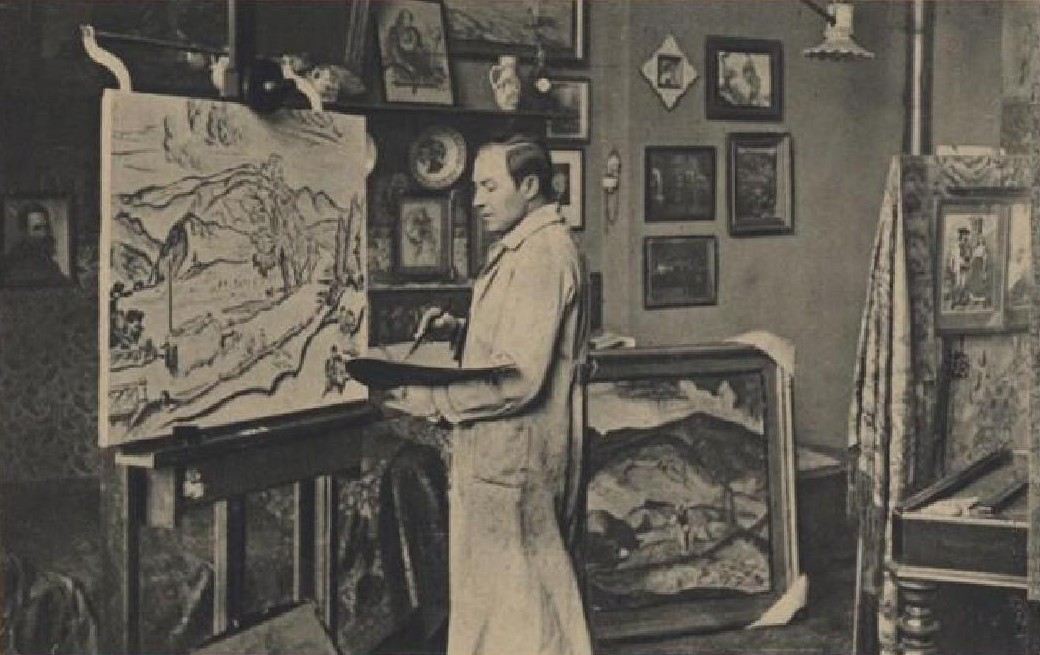
Munka közben, 1929-ben

Szülei Jozef Benka   és Eva Benková. Festő-mázolónak tanult. 1910 körül kezdett festőművészettel foglalkozni, amikor Prágában beiratkozott Alois Kalivoda magániskolájába. [forrás?]
A turócszentmártoni temetőben nyugszik.

## Díjai, elismerései[14]
- 1937 ― a párizsi világkiállítás ezüstérme
- 1953 ― národný umelec [≈ kiváló művész]
- 1963 ― Köztársasági Érdemrend